# Reggie Fils-Aimé
Reggie Fils-Aimé, właśc. Reginald Fils-Aimé (ur. 25 marca 1961) – amerykański przedsiębiorca, prezes i dyrektor zarządzający Nintendo of America, północnoamerykańskiego oddziału Nintendo – japońskiej firmy działającej w branży gier komputerowych do 15 kwietnia 2019 roku. Przed awansem był wiceprezesem wykonawczym w dziale sprzedaży i marketingu.
W maju 2004 zdobył popularność dzięki występowi na konferencji prasowej Nintendo podczas E³. Jego mowa rozpoczęła nową erę dla Nintendo i reszty przemysłu gier komputerowych. Reggiego nazwano wtedy „Regginatorem”.